# A semmi közepén (televíziós sorozat)
A semmi közepén (más címen Családom és egyéb emberfajták vagy Anyám borogass, eredeti cím: The Middle) az amerikai ABC hálózat családi vígjáték televíziós sorozata. Műfajilag a sitcom (szituációs komédia) műfajába tartozik. A széria premierje 2009. szeptember 30-án volt az USA-ban, fináléja 2018. május 22-én. Magyarországon 2010. szeptember 6-an kezdték sugározni. A sorozatot és a szereplők játékát a televíziós kritikusok méltatták, számos díjat és díjjelölést kaptak.

## Karakterek
A történet egy alsó középosztálybeli család mindennapjairól szól, akik egy jelentéktelen amerikai kisvárosban, Orsonban élnek. (Innen a főcím: A semmi közepén.) Az öttagú családot a szülők és három gyermekük alkotják. Az anya Frances „Frankie” Heck (Patricia Heaton) egy középkorú nő. A sorozatnak ő a narrátora, elmeséli, kommentálja a történteket, sokszor tanulságokat von le az eseményekből. Üzletkötőként dolgozik egy használt-autókereskedésben, de mivel nem valami sikeres, ezért később szakmát vált, és fogászati asszisztens lesz. Az örökké aggódó, ideges és szétszórt, de családját szerető anyát testesíti meg. Férje, Mike Heck (Neil Flynn) a sztoikus nyugalom megtestesítője. Stabilizáló hatásként szolgál a családban, egy helyi kőfejtőt irányít. A gyerekek meglehetősen különböznek egymástól. A legidősebb fiú, Axl (Charlie McDermott), egy sportban tehetséges, de a tanulásban lusta tinédzser, aki viszont minden helyzetben feltalálja magát. Szülei és testvérei iránt látszólag közömbös, sőt szemtelen, de a nehézségek idején mindig a család mellé áll. Sue Heck (Eden Sher) egy rendkívül impulzív, örökké lelkes, de kicsit infantilis kamaszlány, aki hol a fellegekben jár, hol pedig - kudarcai miatt - maga alatt van. A legfiatalabb fiú, Brick (Atticus Shaffer) intelligens, sokat olvasó, de befelé forduló fiatalember.

## Forgatás és helyszínek
A sorozat kisvárosi hangulatát az indianai Jasper városka ihlette (Jasper megye), s eredetileg itt játszódott volna a történet, ám a helyszín elnevezését az ügyvédek tanácsára megváltoztatták, s egy kitalált városka neve került a sorozatba, Orson. A felvételek jelentős részét Los Angeles-i stúdióban forgatták. A sorozat 9 évadból áll, 215 rész készült el.

## Fogadtatás
A kritikusok szerint a "the Middle" a családi realitásokhoz és az élethez közel áll, a mindennapokat kiparodizálva, finom humorral teszi befogadhatóvá a történetet. Dicsérték továbbá a műsorban szereplők színészi játékát, akik igazi, szerethető karakterekké formálták alakjukat. Bár konzervatív stílusa miatt kritikus megjegyzéseket is kapott, általános vélemény volt a kritikusok körében, hogy a sorozat a jobb sitcomok közé tartozik.  "Szimpatikus és nagyrészt apolitikus ... és az a fajta show, amelyet szinte bárki élvezhet, anélkül, hogy túl sokat gondolkodna azon, hogy miért olyan jó." 
Nézettségét tekintve egy-egy epizódot az Egyesült Államokban 6-9 millió néző látott, ami jónak mondható. Az angolszász országok mindegyike megvásárolta a közvetítési jogokat, de vetítették és vetítik Közép és Dél-amerikai országokban, továbbá Indiában és számos európai országban is.
9 évad alatt összesen 58 díjra jelölték, melyből 14-et el is nyert. Többek között a "Kiemelkedő vígjáték sorozat" kategóriában megkapták a Graeci-díjat (2011), "A legjobb színésznő egy vígjátéksorozatban" kategória nyertese Patricia Heaton (2012), "A legjobb női mellékszereplő egy vígjáték sorozatban" kategória nyertese pedig Eden Sher lett (2014).

## Szereplők
| Szereplő     | Színész           | Magyar hang         | Magyar hang                                    | Évad | Epizód |
| Szereplő     | Színész           | HBO, Comedy Central | M2 Petőfi, RTL Klub                            | Évad | Epizód |
| ------------ | ----------------- | ------------------- | ---------------------------------------------- | ---- | ------ |
| Frankie Heck | Patricia Heaton   | Orosz Anna          | Vándor Éva                                     | 1–9  | 215    |
| Mike Heck    | Neil Flynn        | Kerekes József      | Vass Gábor                                     | 1–9  | 215    |
| Axl Heck     | Charlie McDermott | Penke Bence         | Berkes Bence                                   | 1–9  | 215    |
| Sue Heck     | Eden Sher         | Pekár Adrienn       | Talmács Márta (1. hang) Molnár Ilona (2. hang) | 1–9  | 215    |
| Brick Heck   | Atticus Shaffer   | Ducsai Ábel         | Penke Soma (1–2. évad)                         | 1–9  | 215    |
| Brick Heck   | Atticus Shaffer   | Ducsai Ábel         | Berecz Kristóf Uwe (3-9. évad)                 | 1–9  | 215    |

### Mellékszereplők
| Szereplő      | Színész            | Magyar hang                                                                | Magyar hang         | Évad |
| Szereplő      | Színész            | HBO, Comedy Central                                                        | M2 Petőfi, RTL Klub | Évad |
| ------------- | ------------------ | -------------------------------------------------------------------------- | ------------------- | ---- |
| Brad Bottig   | Brock Ciarlelli    | Timon Barna (1.évad) Pálmai Szabolcs (2-8. évad) Kossuth Gábor (8–9. évad) | Penke Bence         | 1–9  |
| Bob Weaver    | Chris Kattan       | Láng Balázs                                                                | Galbenisz Tomasz    | 1–5  |
| Mr. Ehlert    | Brian Doyle-Murray | Barbinek Péter                                                             | Várday Zoltán       | 1–6  |
| Darrin        | John Gammon        | Baráth István                                                              |                     | 2–6  |
| Nancy Donahue | Jen Ray            | Sági Tímea                                                                 | ?                   | 1–7  |
| Edie néni     | Jeanette Miller    | ?                                                                          | ?                   | 1–4  |
| Jeremy        | Will Green         | Zámbori Soma                                                               | ?                   | 7    |
| Sean Donahue  | Beau Wirick        | Czető Roland                                                               | ?                   | 2–7  |
| Ron Donahue   | Sean O'Bryan       | ?                                                                          | ?                   | 3–7  |
| Ginny néni    | Frances Bay        | ?                                                                          | ?                   | 1–3  |
| Rusty Heck    | Norm MacDonald     | Csankó Zoltán                                                              | ?                   | 2–7  |
| Lexie         | Daniela Bobadilla  | Bogdányi Titanilla                                                         | ?                   | 7–9  |
| Cindy         | Casey Burke        | Csuha Borbála                                                              | ?                   | 5-9  |

## Külső hivatkozások
- Hivatalos honlap Archiválva 2013. július 17-i dátummal a Wayback Machine-ben
- A semmi közepén az Internet Movie Database oldalain
- The Middle a TV.com oldalain Archiválva 2013. március 20-i dátummal a Wayback Machine-ben
- A semmi közepén (Családom és egyéb emberfajták) a PORT.hu-n (magyarul)